# Richard Herzmansky
Richard Herzmansky (3. května 1859 Tošovice – 16. června 1939 Tošovice) byl rakouský a český politik německé národnosti ze Slezska, na přelomu 19. a 20. století poslanec Říšské rady.

## Biografie
Vychodil základní školu, reálnou školu a zemědělský učitelský ústav. Profesí byl majitelem erbovní rychty. V roce 1885 se stal starostou domovských Tošovic. Byl předsedou místní školní rady.
Na přelomu 19. a 20. století se zapojil i do celostátní politiky. Ve volbách do Říšské rady roku 1897 byl zvolen do Říšské rady (celostátní zákonodárný sbor) za kurii venkovských obcí, obvod Opava, Krnov. Za týž obvod byl zvolen i ve volbách do Říšské rady roku 1901. Mandát získal i ve volbách do Říšské rady roku 1907, konaných již podle všeobecného a rovného volebního práva, kdy byl zvolen za obvod Slezsko 10. Usedl do poslaneckého klubu Německý národní svaz, v jehož rámci reprezentoval Německou agrární stranu. Mandát obhájil za týž obvod i ve volbách do Říšské rady roku 1911. Ve vídeňském parlamentu setrval do zániku monarchie.Profesně byl k roku 1911 uváděn jako majitel erbovní rychty.
Po válce zasedal v letech 1918–1919 jako poslanec Provizorního národního shromáždění Německého Rakouska (Provisorische Nationalversammlung).